# Jack Chambers (polityk)
Jack Chambers (ur. 21 listopada 1990 w Galway) – irlandzki polityk, działacz Fianna Fáil, parlamentarzysta, od 2024 minister.

## Życiorys
Studiował medycynę w Royal College of Surgeons in Ireland, ostatecznie ukończył ją w 2020. Został też absolwentem prawa i nauk politycznych w Trinity College Dublin. Wstąpił do ugrupowania Fianna Fáil. W 2014 został radnym hrabstwa Fingal, pełnił funkcję zastępcy burmistrza. W 2016 po raz pierwszy został wybrany do Dáil Éireann, z powodzeniem ubiegał się o reelekcję w wyborach w 2020 i 2024.
Od 2020 obejmował niższe stanowiska rządowe ministra stanu w różnych departamentach (m.in. finansów, obrony i transportu). W latach 2020–2022 pełnił funkcję government chief whip. W czerwcu 2024 został zastępcą lidera FF. W lipcu tego samego roku objął urząd ministra finansów w rządzie Simona Harrisa. W styczniu 2025 w utworzonym wówczas drugim gabinecie Micheála Martina został natomiast ministrem ds. wydatków publicznych, infrastruktury, służb publicznych, reform i cyfryzacji.

## Życie prywatne
Jest jawnym gejem.